# Notus (Idaho)
Notus is een plaats (city) in de Amerikaanse staat Idaho, en valt bestuurlijk gezien onder Canyon County.

## Demografie
Bij de volkstelling in 2000 werd het aantal inwoners vastgesteld op 458.
In 2006 is het aantal inwoners door het United States Census Bureau geschat op 549, een stijging van 91 (19,9%).

## Geografie
Volgens het United States Census Bureau beslaat de plaats een oppervlakte van
1,0 km², geheel bestaande uit land. Notus ligt op ongeveer 708 m boven zeeniveau.

## Plaatsen in de nabije omgeving
De onderstaande figuur toont nabijgelegen plaatsen in een straal van 16 km rond Notus.